# Ken Marshall
Kenneth Marshall (Nueva York, 27 de junio de 1950) es un actor y productor estadounidense.
Tiene una hermana mayor, otras dos menores y un hermano menor.
Antes de dedicarse por completo a ser actor, estuvo matriculado en Medicina y en Literatura Inglesa en la Universidad de Míchigan, pero no acabó ninguna de las dos licenciaturas.
Su mayor popularidad se debe al papel de Michael Eddington en la serie de televisión Star Trek: Espacio profundo nueve. También ha protagonizado la película Krull (1983) de Peter Yates (en la que interpretaba al príncipe Colwyn y usa La Glaive como arma) y la miniserie Marco Polo (1982) de Giuliano Montaldo, en la que interpretaba a Marco Polo.

## Filmografía

### Películas
- Tilt (1979)
- La Piel (La Pelle) (1981)
- Claws (1982)
- Krull (1983)
- The Stay Awacke (1987)
- Mujeres del FBI, también llamada Federales (Feds) (1988)
- Los Dioses Deben de Estar Locos II (The Gods Must Be Crazy II) (1989)
- Burndown (1990)
- Berlín´39 (Berlino´39) (1993)
- Amberwaves (1994)

### Series de televisión
- Marco Polo (1982)
- Star Trek: Espacio profundo nueve (Star Trek: Deep Space Nine) (1993)